# 夕暮れのバルキリーズ
夕暮れのバルキリーズとは、株式会社DeNAのロールプレイングゲームである。

## 概要
変身・成長をテーマとして掲げる女子高生たちが変身してバルキリーとして戦うことによって世界を守るゲーム。

## 世界観
2020年にオンライン上の仮想世界であるドラシルを舞台としてウイルスによる脅威にヒロイン達が立ち向かうという筋書きでモバクリと称する電子ペットと共に戦う。
なお、主人公たちのパートナーとなる電子ペット・モバクリは、通常はアニマルモードで過ごしているが、ドラシルではビーストモードに変身することが可能である。

## 登場人物
一色 あかね（ひいろ あかね）
声：釘宮理恵
高校二年生で愛用のモバクリはダルニャン。漫画とゲームを好む。
二星 あおい（ふたぼし あおい）
声：能登麻美子
高校2年生である才媛。モバクリはコガラス丸。趣味は散歩と読書。
三笠 キロット（みかさ キロット）
声：桃井はるこ
高校2年生でモバクリはマックス。スポーツ万能の帰国子女。
四辻 ももあ（よつつじ ももあ）
声：金元寿子
高校1年生でモバクリはアルミラ。一見するとおっとり系であるが、気に入らないことがあると怒る。そのためもともと占いアプリだったアルミラは彼女の機嫌を取るために良い結果を出している。
五十嵐 すみれ（いがらし すみれ）
声：沢城みゆき
高校3年生でモバクリはギロン。バイクと水泳が趣味。
六波羅 しろな（ろくはら しろな）
声：加藤英美里
高校1年生。あまり素直でなく、大人びているようだが、精神的に幼い一面もある。電子器具の組み立てとハッキングを得意とする。
七条院 みどり（しちじょういん みどり）
声：遠藤綾
高校2年生でモバクリはセバス。マイペースでおっとりとした性格。